# Борнье, Анри де
Виконт Анри де Борнье (1825—1901) — французский поэт, драматург, романист, библиотекарь.

## Биография
Состоял библиотекарем в библиотеке арсенала в Париже. Первые его стихотворения появились под заглавием: «Premières feuilles» (1845). Затем последовали: «La Guerre d’Orient» (1858), «La Soeur de charité au XIX siècle» (1859), «L’Isthme de Suez» (1861), «La France dans l’extrême Orient» (1863). Последние два произведения премированы академией.
Кроме того, известны его комедии: «Le Monde renversé» (1853), «La Cage du lion» (1862) и драмы: «Le Mariage de Luther» (1845), «Dante et Beatrix» (1853) и в особенности «La Fille de Roland» (1875), «Les Noces d’Attila» (1879), «L’Apôtre», пользовавшиеся огромным успехом, и романы: «Le Fils de la terre» (1864), «La Lizardière» (1882).
Собрания стихотворений Борнье: «Poésies complètes» (1850—1881) (1881); «Poésies complètes (1850—1893)» (1893).